# 도계서원 (전북)
도계서원(道溪書院)은 대한민국 전북특별자치도 정읍시 이평면에 있는 서원이다. 1984년 4월 1일 전북특별자치도의 문화재자료 제79호로 지정되었다.

## 개요
이희맹·김제민·최안·김지수를 비롯하여 김제안·김흔·김섬·김습 등을 기리고 있는 서원이다.
이희맹은 조선 전기 문신이며 김종직의 제자로 성균관 재학시절부터 문장과 인품으로 인정을 받았다. 성종 23년(1492)에 장원 급제하여 등용되었으며 이후 여러 벼슬자리를 거쳤다.
김제민(1527∼1599)은 이항의 제자로 과거에 급제하여 벼슬길에 올랐으며 임진왜란 때에는 의병을 모아 왜군과 싸워 공을 세웠다.
이 서원은 현종 14년(1673)에 이희맹, 김제민과 더불어 조선 중기 의병장 최안과 조선 중기 문신 김지수를 모시기 위해 세웠다. 그 뒤 숙종 23년(1697)에 김제안을, 헌종 6년(1840)에 김흔을 더하여 모셨다. 고종 5년(1868)에 흥선대원군의 서원철폐령으로 철거되었다가 1962년에 고쳐 지었는데, 이 때 김섬과 김습의 위패도 함께 모셨다.
현재 경내에는 위패를 모신 사우, 강당인 서당, 동재와 서재, 신문, 고사, 대문 등이 있다. 사우에서는 해마다 9월에 제사를 지낸다.

## 현지 안내문
이 서원은 조선 현종 14년(1673년)에 세워, 이희맹·김제민·최안·김지수 등의 위패를 모시고 제사지내던 곳이다. 이후 김제안·김흔의 위패를 추가로 모셨다. 고종 5년(1868년)의 서원철폐령에 따라 헐렸는데, 1962년에 다시 세워 김섭·김습의 위패를 추가로 모셨다. 김제민의 문집 목판을 소장하고 있다. 내삼문 초석에 해서체로 〈도계서원〉이라고 새긴 글씨가 남아 있다.

## 참고 자료
- 도계서원 - 국가유산청 국가유산포털
- 도계서원(道溪書院) - 한국서원연합회